# Topper Headon
Nicholas Bowen Headon, detto Topper (Bromley, 30 maggio 1955), è un batterista britannico, a lungo membro del gruppo rock dei Clash.

## Biografia

### Infanzia e adolescenza
Headon è nato il 30 maggio 1955 al Bromley Hospital (Kent) da genitori di origine gallese.
Suo padre era un preside scolastico ed entrambi i genitori avevano inclinazione per la musica, cantavano e suonavano il pianoforte.
Fino ai dodici anni Headon visse a Orpington, poi si trasferì con la famiglia a River, un paese nelle vicinanze di Dover, nella cui scuola secondaria il padre assunse l'incarico di preside; in quel periodo Headon iniziò ad avere comportamenti problematici a scuola per dimostrare ai compagni, come disse anni dopo, che il fatto di essere figlio del preside non gli garantiva privilegi di trattamento disciplinare.

### I Clash (1977 - 1982)
Originariamente era un fan della musica soul e del jazz, ma fu grazie a un secondo incontro con Mick Jones (aveva infatti partecipato a un provino della band precedente ai Clash del chitarrista Mick Jones e del bassista Paul Simonon chiamata London SS) che entrò a far parte dei Clash nel 1977, dopo che la band aveva già cambiato vari batteristi (registrando la versione inglese di The Clash col precedente batterista, Terry Chimes).
La sua idea iniziale era quella di rimanere con i Clash per un limitato periodo di tempo, circa un anno, per farsi un nome e riuscire a trovare posto in qualche altra band più appetibile.
Ma subito concepì che la band non era orientata solo verso il punk, ma si ramificava anche verso una varietà di stili più ampia.
Il primo disco nel quale compare è Give 'Em Enough Rope del 1978, in cui il produttore Sandy Pearlman lo chiamò The Human Drum Machine (la batteria umana) per la sua straordinaria abilità e capacità di tenere il tempo (registrerà infatti la sua parte al primo tentativo).
Topper diede un importante contributo soprattutto all'album London Calling: le sue notevoli capacità batteristiche e percussionistiche permisero al gruppo di spaziare in stili e generi diversi.
Fu il batterista dei Clash in tutti i successivi album fino a Combat Rock (1982), della musica del cui brano Rock the Casbah fu autore.
A causa della sua dipendenza dall'eroina, che impattava sulle performance di Headon, gli altri membri del gruppo gli posero un ultimatum con il quale lo misero di fronte all'alternativa di disintossicarsi oppure essere escluso dalla band; l'allontanamento divenne definitivo quando Joe Strummer sorprese Headon con degli stupefacenti durante un concerto.
Gli altri membri del gruppo dichiararono in seguito che la separazione avvenne per differenza di vedute politiche; anni dopo Strummer e Green dissero che l'inizio del declino dei Clash coincise con l'espulsione di Headon dalla band.

### Dopo i Clash (1982 - oggi)
Dopo il suo allontanamento dai Clash Headon suonò per un breve periodo nel gruppo heavy metal Fastway nel 1982.
Successivamente provò a suonare con il nuovo gruppo di Mick Jones, a sua volta allontanato dalla band nel 1983, i Big Audio Dynamite, ma fallì, a causa della sua sempre peggiore dipendenza dalla droga e, nel 1986, realizzò un album soul-jazz da solista, intitolato Waking Up, realizzando anche un 12 pollici con i pezzi Drumming Man e DuKane Road.
L'anno successivo fu arrestato per possesso di droga.
Iniziò quindi a guidare un taxi a Londra per procurarsi i soldi per la droga.
Veniva spesso ricoverato in ospedale per le condizioni sempre più gravi e le cure venivano pagate dai Clash, che si preoccuparono sempre di lui.
Altre esperienze oltre a quella con i Clash, sono state la produzione di un oscuro gruppo new wave di New York, i Bush Tetras, nei primi anni ottanta, e la partecipazione all'album dell'ex leader dei Mott the Hoople, Ian Hunter, disco prodotto tra l'altro da Mick Jones.
Solo nel 2004 riuscì a disintossicarsi completamente.

## Discografia

### Discografia con i Clash
Album in studio
- 1977 - The Clash
- 1978 - Give 'Em Enough Rope
- 1979 - The Clash (US)
- 1979 - London Calling
- 1980 - Sandinista!
- 1982 - Combat Rock

### Discografia solista
Album in studio
- 1986 - Waking Up

EP
- 1985 - Leave It To Luck, East Versus West, Got To Get Out of This Heat S.O.S., Casablanca

Singoli
- 1985 - Drumming Man/Hope For Donna
- 1985 - Drumming Man/Dukane Road
- 1986 - Leave It To Luck/Casablanca
- 1986 - Leave It To Luck
- 1986 - I'll Give You Everything/You're So Cheeky
- 1986 - I'll Give You Everything/When You're Down/Got To Get Out of This Heat S.O.S.
- 1986 - I'll Give You Everything 7" mix/I'll Give You Everything/I'll Give You Everything/You're So Cheeky